# Vena hemiazygos accesoria
Vena hemiazygos accesoria er en vene der fortsætter samme forløb som vena hemiazygos, dog sjældent med direkte kontakt til denne. Den gennemfører samme rolle som den øverste halvdel af vena azygos og dræner fra de øverste venae intercostales posteriores sinistra samt disses vena intercostales superior sinister.

## Struktur
Vena hemiazygos accesoria forløber modsat vena hemiazygos nedad mod denne fra vena intercosalis superior sinister. Den forløber herefter langs venstre side af rygsøjlen indtil omkring T08 hvor den ligesom vena hemiazygos buer indad mod rygsøjlen for at dræne ind i vena azygos.

### Variationer
Vena hemiazygos accesoria's form kan variere betydeligt. Eksempeltvist ses der:
- Dannelse af en fælles truncus sammen med vena hemiazygos ved disses bugning ind mod vena azygos.
- Almindeligvis krydser hemiazygos accesoria's bue bagved aorta, men den kan også løbe foran denne[3].

## Referrencer
1. ↑  Tranum-Jensen, Jørgen. Hovedets, halsens og de indre organers anatomi (11 udgave). Munksgaard. ISBN 978-87-628-1559-9.
2. ↑  "Anatomy & Physiology 2019 - Visible Body".
3. ↑  "Accessory Hemiazygos Vein".